# مکدانلد در برابر شهر شیکاگو
مکدانلد در برابر شهر شیکاگو (انگلیسی: McDonald v. City of Chicago) ۵۶۱ آمریکا 742 (2010) از احکام تحول ساز دیوان عالی ایالات متحده آمریکا است که تعیین کرد آیا متمم دوم به هر یک از ایالات قابل اعمال است. دادگاه حکم کرد که حق یک فرد برای «نگه داری و حمل سلاح» مورد حفاظت متمم دوم توسط توسط بند دادرسی عادلانه متمم چهاردهم به ایالات قابل اعمال است. این حکم بلاتکلیفی ناشی از ناحیه کلمبیا در برابر هلر در خصوص دامنه اعمال حقوق تفنگ با توجه به ایالات را برطرف کرد.